# Ісмаїл-Бей (мікрорайон)
Ісмаї́л-Бєй (крим. İsmail Bey) — мікрорайон у складі міста Євпаторія. Заснований у 1990 році. Є одним із найбільших місць компактного проживання кримських татар у Криму. Населення — близько 8 тисяч осіб (2017). Названий на честь Ісмаїла Гаспринського.

## Історія

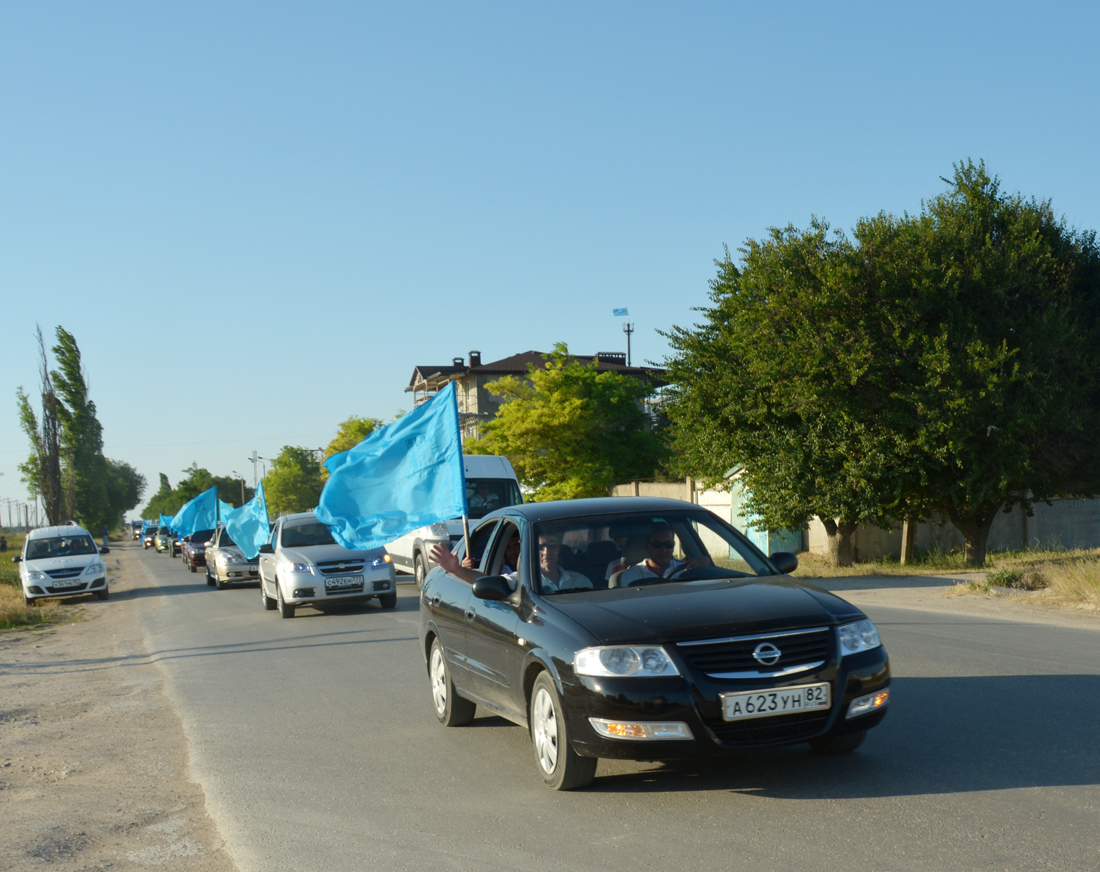
День кримськотатарського прапора в Ісмаїл-Беї, 2016 рік

Наприкінці 1980-х — на початку 1990-х років під час процесу повернення депортованих кримських татар до Криму, член Організації кримськотатарського національного руху Наріман Ібадуллаєв прибув до Євпаторії. На місці він із соратниками організував виконком кримських татар, а також зареєстрував першу на півострові громадську організацію імені Ісмаїла Гаспринського. На Театральній площі (головній площі міста) 524 особи провели масову акцію перед будівлею адміністрації Євпаторії з вимогою виділення земельних ділянок під будівництво та надання прописки для кримських татар, що повернулися.
За програмою Радою міністрів СРСР з облаштування та повернення кримських татар від 1987 року в Євпаторії планувалося будівництво лише одного будинку на 72 квартири для ветеранів війни та виділення 12 земельних ділянок. Айсин Сейтосманов запропонував для облаштування кримських татар пустуючі землі на півночі міста площею близько 20 гектарів, які на той момент здавались в оренду Суворовському птахорадгоспу. Проте міська влада не змогла вирішити проблему з облаштуванням кримських татар.
Через відсутність позитивного рішення про виділення землі група зі 150 осіб 27 серпня 1990 року ухвалила рішення про заснування селища Ісмаїл-Бей (названого на честь Ісмаїла Гаспринського) шляхом самозахоплення та організації там наметового табору. З 6 по 13 листопада 1990 року кримськотатарські активісти брали участь у щоденній акції протесту під будівлею виконкому з вимогою прописати людей в Ісмаїл-Беї. 13 листопада 1990 року до Євпаторії прибула комісія Верховної Ради СРСР, після чого цю вимогу було задоволено. Учасникам «поляни протесту» до зими вдалося збудувати перші 10 тимчасових кам'яниць.
Першою вулицею мікрорайону стала вулиця 27 серпня, названа на честь заснування Ісмаїл-Бея. Більшість інших вулиць було названо на честь відомих кримських татар. Мікрорайон був виконаний за «Ташкентським проєктом», що передбачав прямі вулиці, малоповерхову забудову з тінистими алеями. Автор генерального плану мікрорайону — архітекторка Зарема Нагаєва.

З 2014 року Ісмаїл-Бей в Євпаторійській міській раді представляє колабарант Ельдар Ібрагімов (член партії «Єдина Росія»).

Святкування 25-річчя мікрорайону
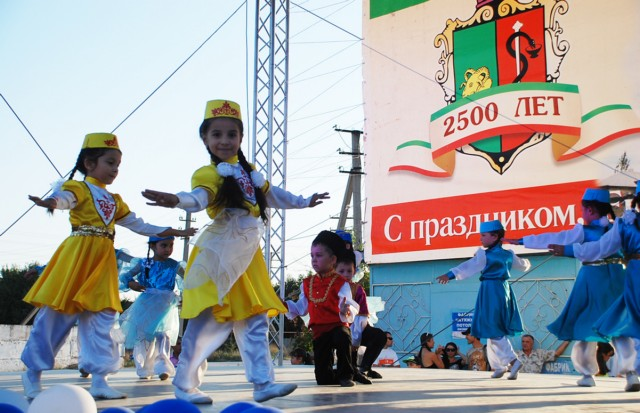
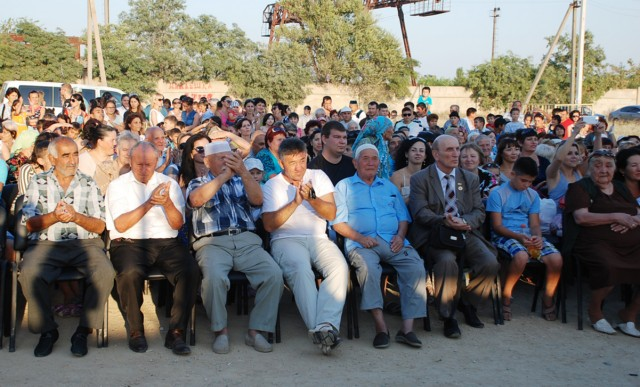
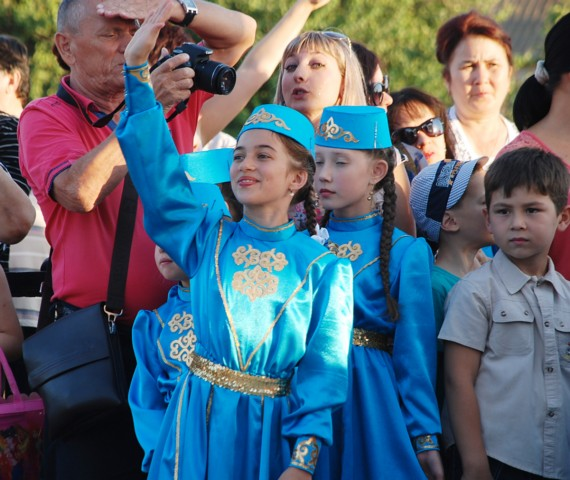

## Населення
У районі переважно проживають кримські татари мусульманського віросповідання. До 2006 року в Ісмаїл-Беї проживало близько 1500 сімей кримських татар. Станом на 2017 рік у мікрорайоні проживало близько 8 тисяч осіб.
У 2002 році в мікрорайоні налічувалося 893 дитини дошкільного та шкільного віку.

## Інфраструктура та проблеми

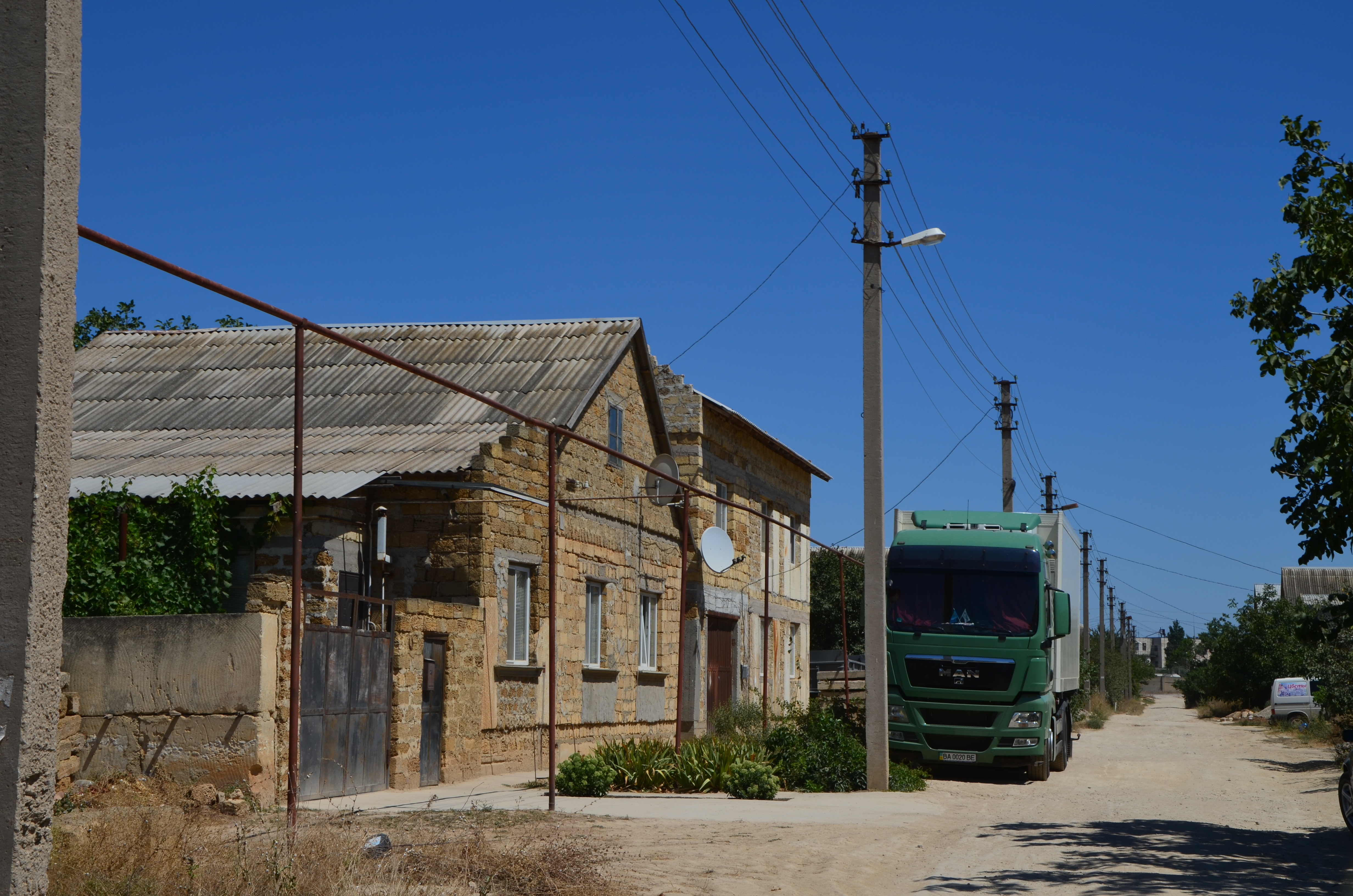
Вулиця Ісмаїл-Бея, 2014 рік

З моменту заснування у мікрорайоні існувала проблема з відсутнім асфальтовим покриттям вулиць. У 2015 році було заплановано збудувати в Ісмаїл-Беї 13 доріг з твердим покриттям. У 2015 році вулиця Абляміт-Аджі стала останньою вулицею мікрорайону, де було проведено електрифікацію зовнішнього освітлення.
Відповідно до комплексної програми забезпечення міжнаціональної згоди, облаштування та соціально-культурного розвитку депортованих громадян у Євпаторії на 2012—2015 роки у мікрорайоні планувалося будівництво спорткомплексу, реконструкція соціально-побутового центру, обладнання дитячих майданчиків та місць відпочинку, газифікація, будівництво електромереж, водопровідних мереж, будівництво та капітальний ремонт мереж зовнішнього освітлення, ремонт та влаштування тротуарів, влаштування контейнерних майданчиків, будівництво цвинтаря.
На газифікацію Ісмаїл-Бея (завершення другої черги, встановлення газорозподільної станції) у міському бюджеті на 2014 рік було передбачено 300 тисяч гривень.

Ісмаїл-Бей пов'язаний з іншими районами Євпаторії маршрутним сполученням. План розвитку євпаторійського трамваю передбачає будівництво гілки в Ісмаїл-Бей.

Забудова громадського простору
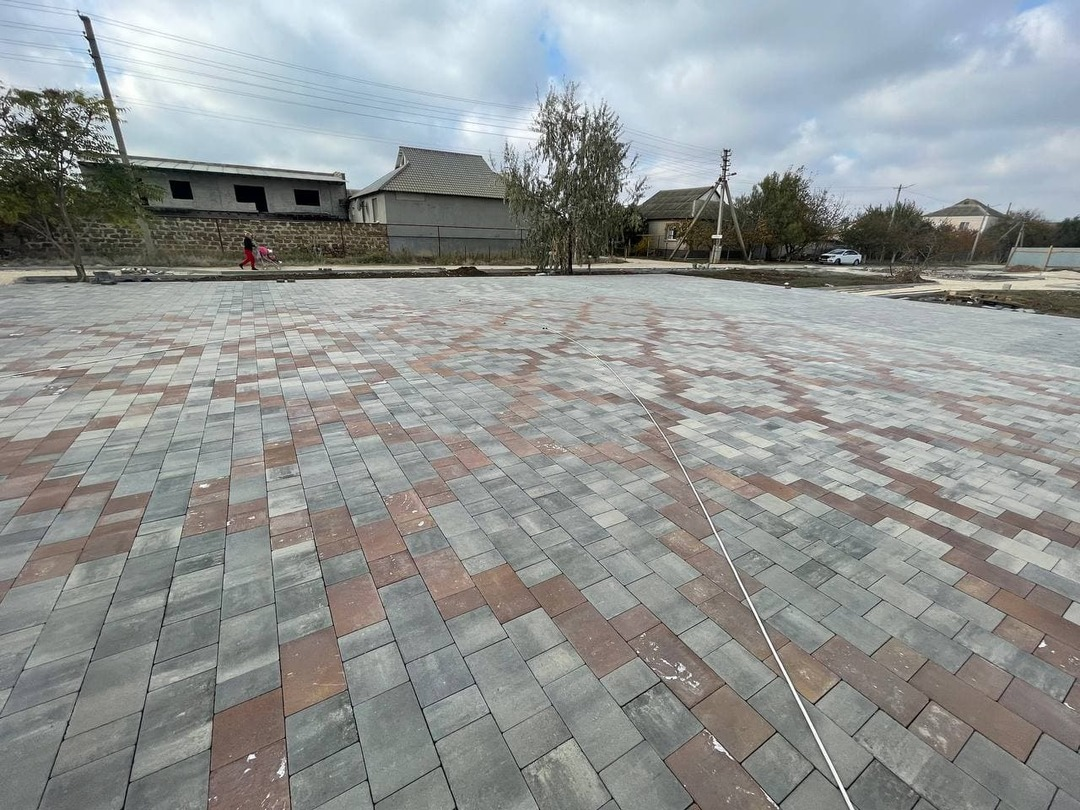
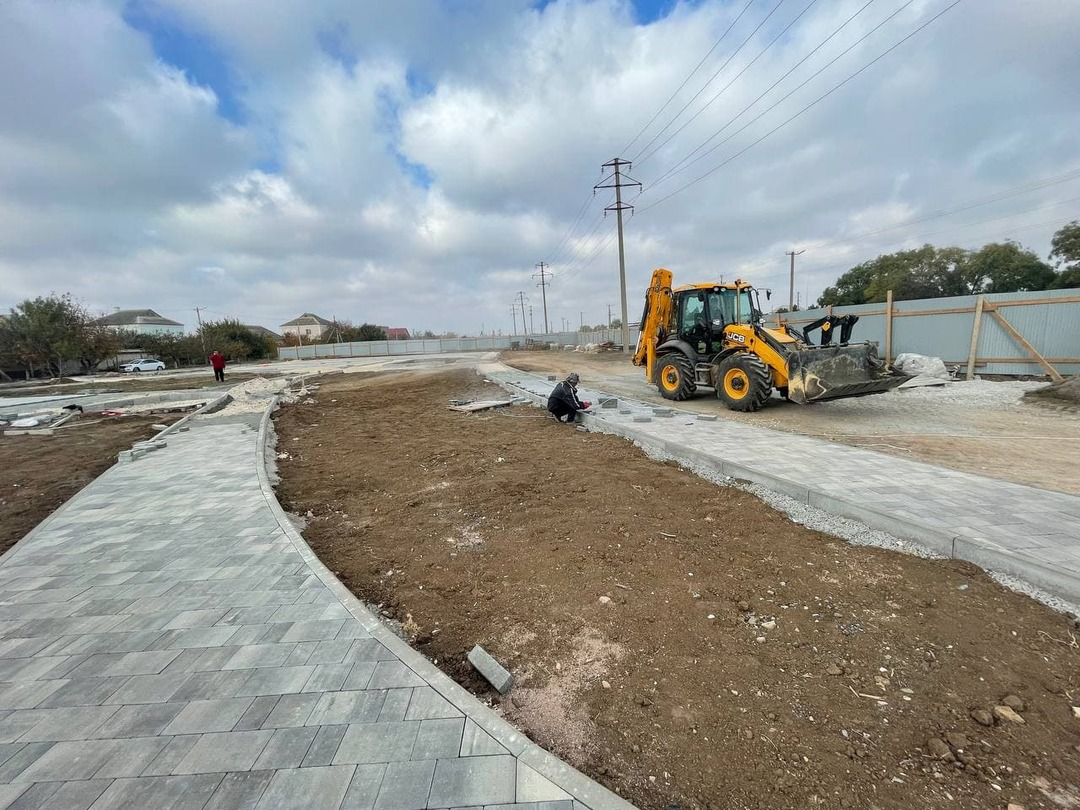
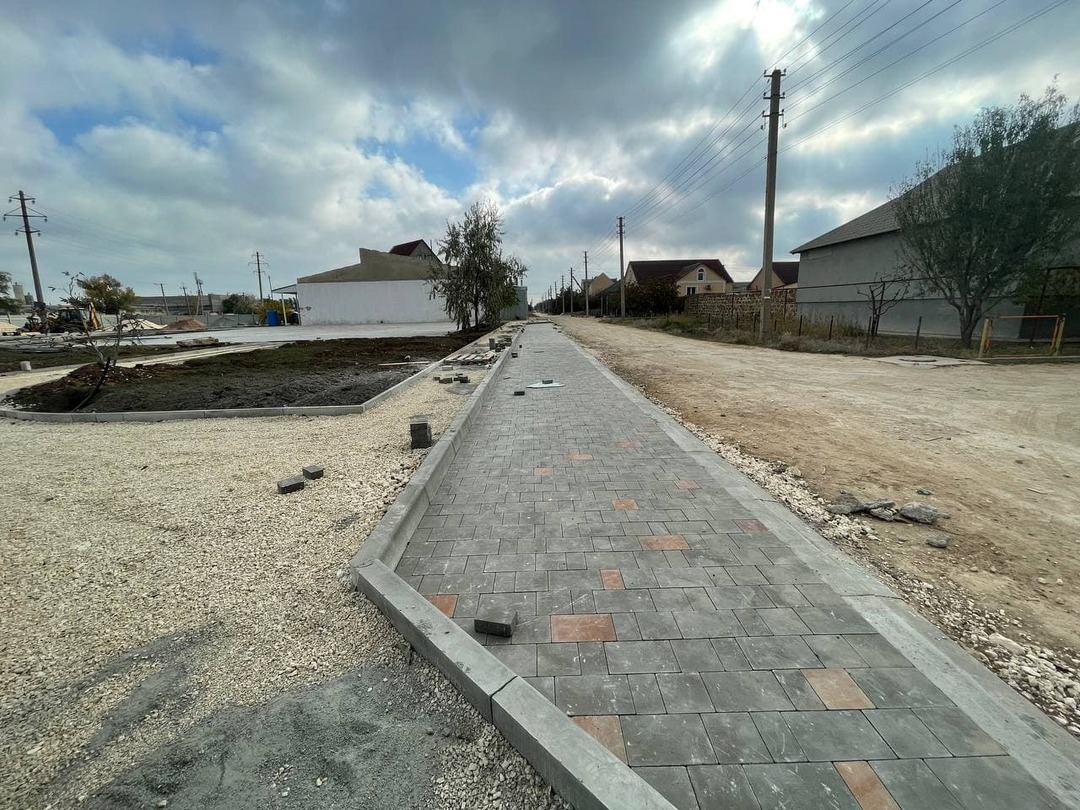
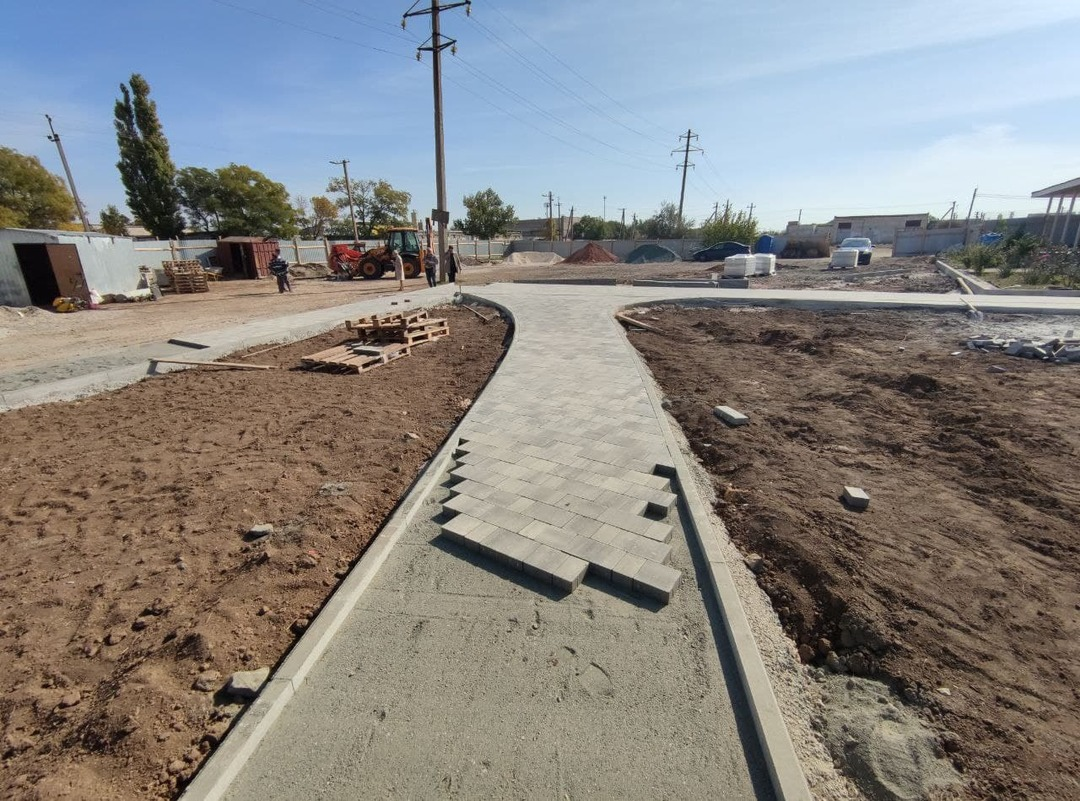
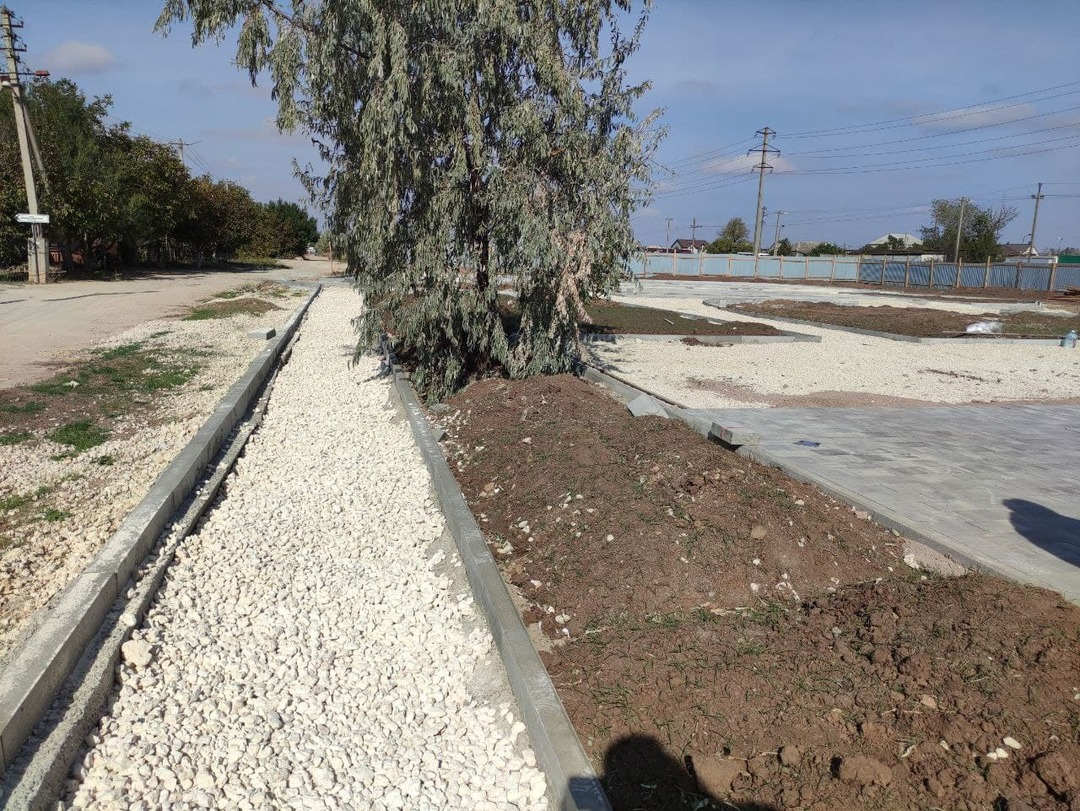
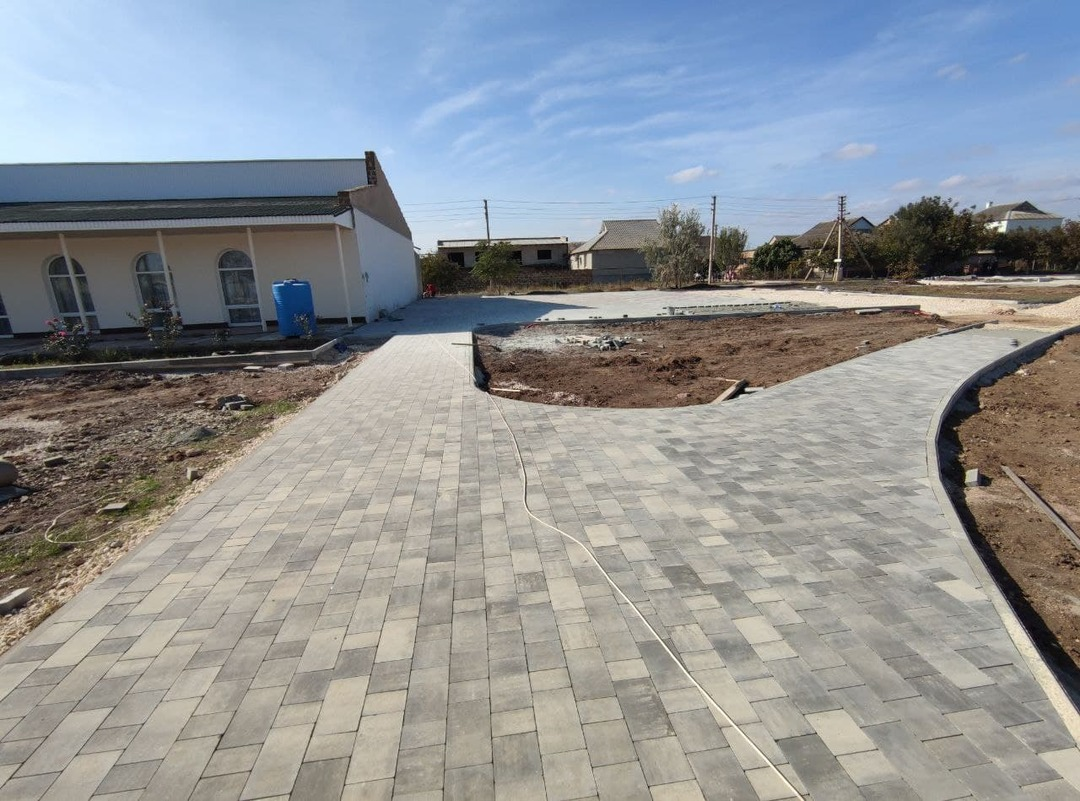

## Установи та культура

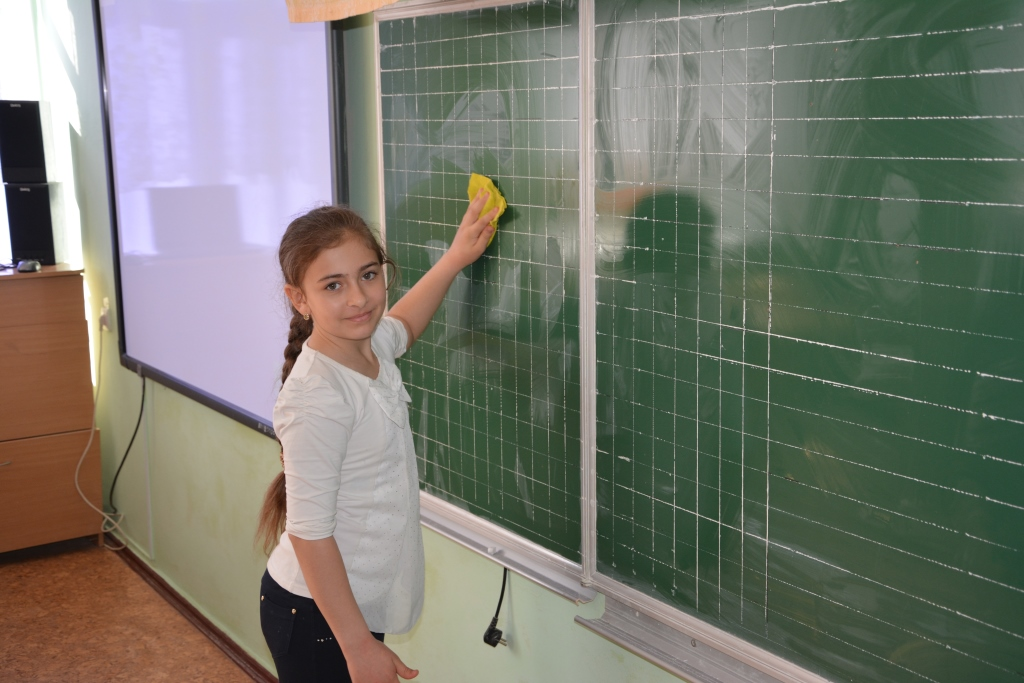
Дівчинка у школі № 18, 2017 рік

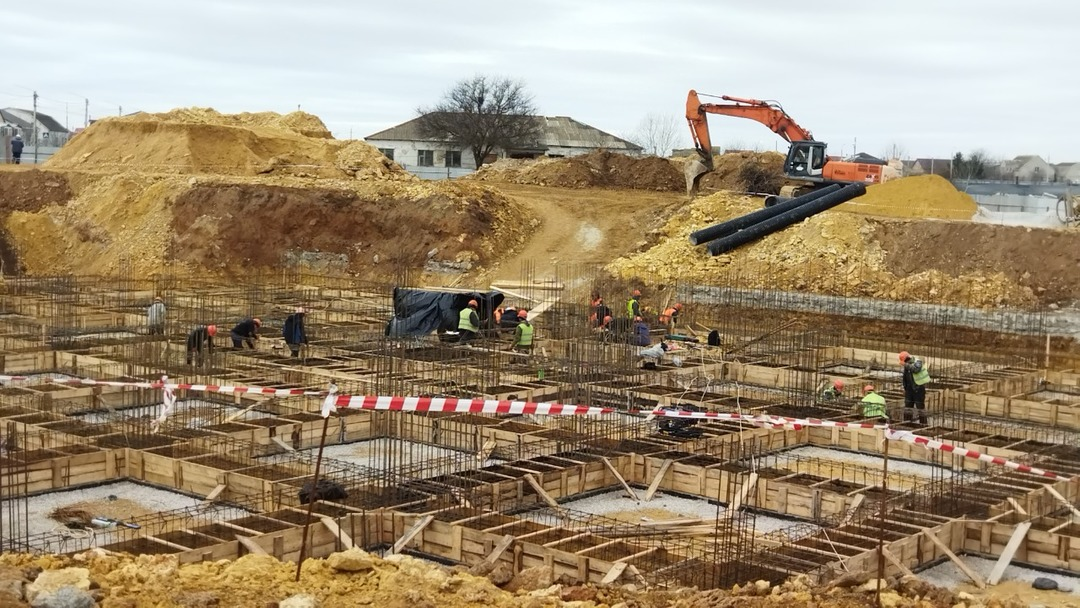
Будівництво дитячого садка, 2022 рік

У 2002 році в переобладнаній будівлі ПМК-84 було відкрито школу № 18 з кримськотатарською мовою навчання. Реконструкцією займалося підприємство «СПМК-4». На 21 вересня 2002 року в школі було 23 вчителі та 292 учні. Директором з моменту заснування є Назим Ібайдулович Ашуров. Станом на 2015 рік у школі навчається 336 дітей при проектній місткості 202 учнівські місця.
У 2016 році було розпочато будівництво нової школи на 480 місць, яке має бути завершено в 2024 році. У 2021 році розпочато будівництво дитячого садка на 135 місць вартістю 284 мільйони рублів.
В Ісмаїл-Беї функціонує лікарська амбулаторія, бібліотека № 10, мечеть (побудована в 1990-і роки), фірма ТОВ «Сіліфке» з виробництва металопластикових вікон (відкрита у 2008 році). У безпосередній близькості від мікрорайону знаходиться мусульманський цвинтар.
30 листопада 2009 року було відкрито меморіальну дошку художнику Ереджепу Усеїнову (на перетині вулиць Хаджі Девлет Гірея та Ереджепа Усеїнова).
У 2014 році команда Ісмаїл-Бея стала переможцем чемпіонату Криму з міні-футболу серед команд шкіл з кримськотатарською мовою навчання.

## Вулиці
У мікрорайоні Ісмаїл-Бей знаходяться вулиці:
- 27 серпня
- 28 Серпня
- Абдураїма Решидова
- Абляміт Аджи
- Азатлик
- Аксарай
- Акьяр
- Аліма Айдамака
- Аметхана Султана
- Аріфа Абдураманова
- Ашика Умера
- Бекіра Чобан-заде
- В. Кірюшина
- Дерменкой
- Джафера Седометова
- Достлук
- Ерджепа Усеїнова
- Есмі Уланової
- Ешрефа Шем'ї-Заде
- Кайтарма
- Кезлев
- Кефе
- Миллет
- Молла-Елі
- Ногай
- Номана Челебіджіхана
- Хаджі Девлет Гірея
- Хайрі Емір-Заде
- Чокрак